# Philipp Ther

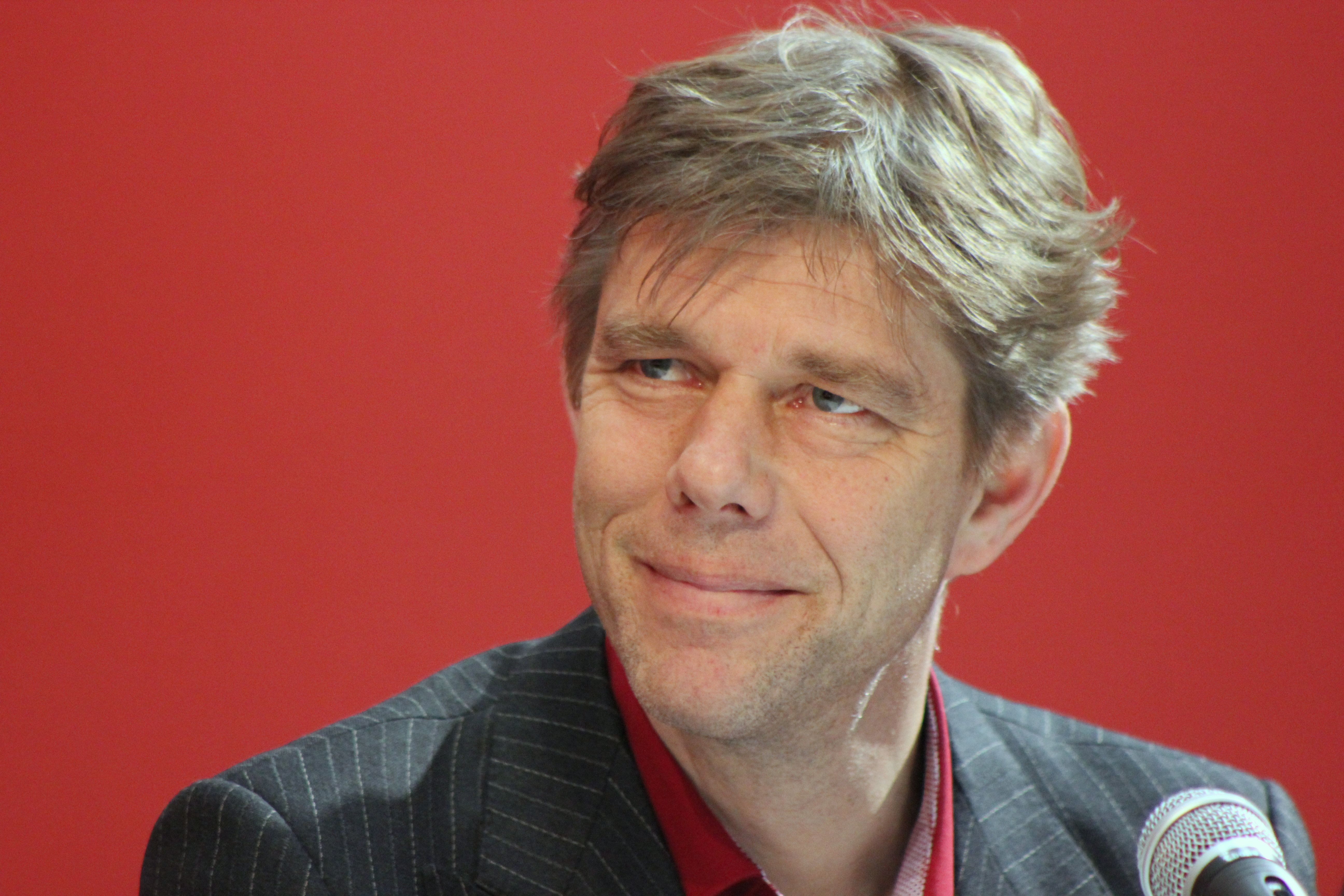
Philipp Ther, Leipziger Buchmesse 2015

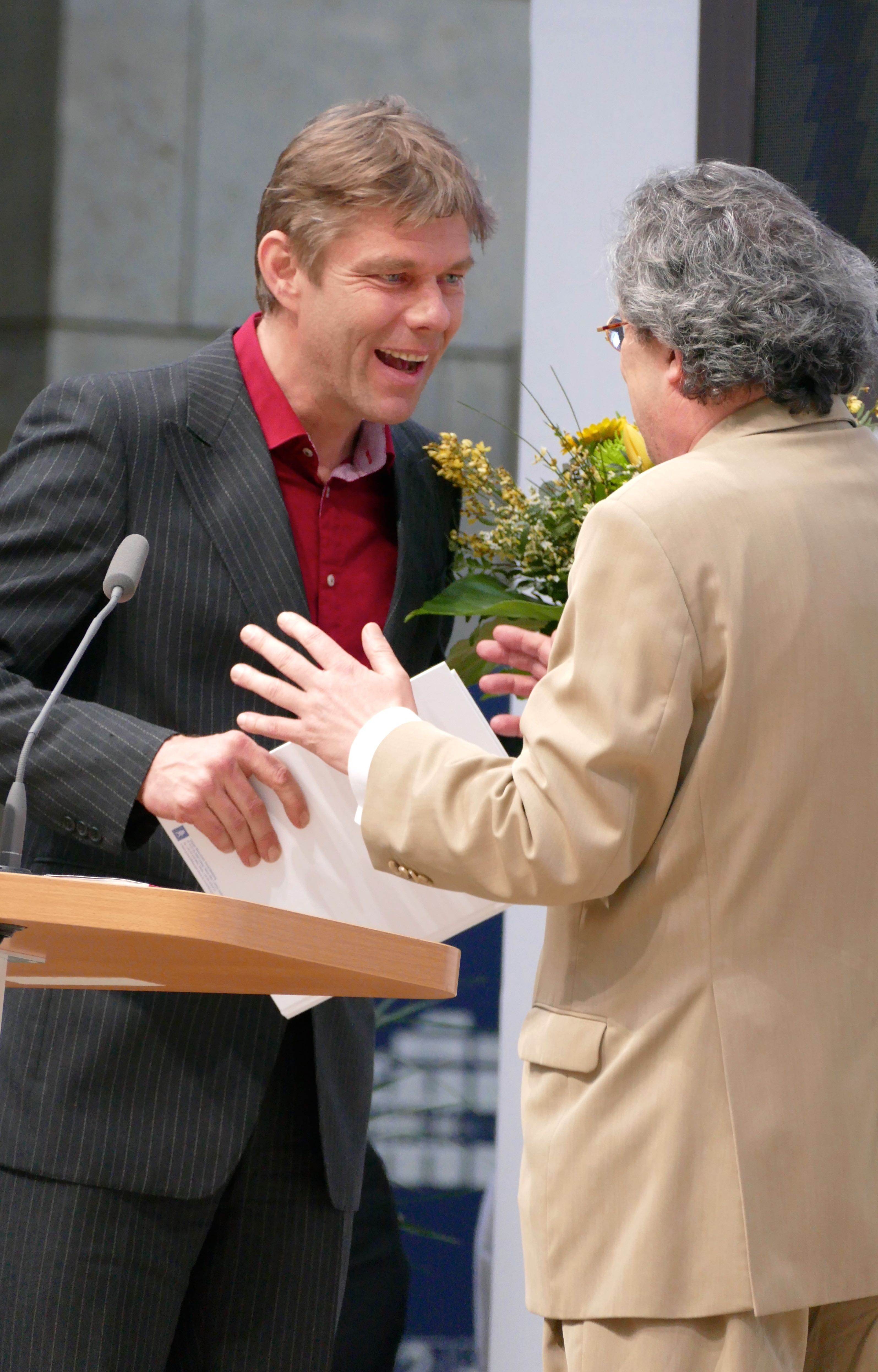
Philipp Ther erhält den Preis der Leipziger Buchmesse 2015 im Bereich Sachbuch für sein Buch Die neue Ordnung auf dem alten Kontinent.

Philipp Ther (* 16. Mai 1967 in Mittelberg im Kleinwalsertal, Österreich) ist ein deutscher und österreichischer Historiker und Universitätsprofessor an der Universität Wien. Er ist der Träger des Wittgenstein-Preises (2019) und Gründer des Research Center for the History of Transformations (RECET).

## Leben
Philipp Ther wuchs in Bayern auf. Sein Vater, Otto Ther, war Leiter jugendpädagogischer Einrichtungen, unter anderem der Outward-Bound-Kurzschulen in Baad und Berchtesgaden, und unterrichtete zeitweilig auch an der Deutschen Schule Istanbul, wo Philipp Ther einen Teil seiner Kindheit verbrachte.
Ther studierte von 1988 bis 1992 Neuere Geschichte, Osteuropäische Geschichte, Soziologie und Politikwissenschaften an den Universitäten Regensburg und München. Mehrere Jahre lebte er in Polen und der Ukraine. Seinen Magister-Abschluss absolvierte er 1993 an der Georgetown University in den USA. 1997 promovierte er an der Freien Universität Berlin mit einer Arbeit über die deutschen und polnischen Vertriebenen von 1945 bis 1956. Er war 1997/1998 John F. Kennedy Fellow am Center for European Studies der Harvard University. Anschließend war er bis 2002 wissenschaftlicher Mitarbeiter am Zentrum für Vergleichende Geschichte Europas der Freien Universität Berlin.
2002 erhielt er eine Juniorprofessur für Polen- und Ukrainestudien an der Europa-Universität Viadrina in Frankfurt (Oder). Er habilitierte sich mit einer Arbeit über die politische und soziale Funktion des Opernhauses im 19. Jahrhundert. Von 2007 bis 2010 hatte Philipp Ther eine Professur für Vergleichende Europäische Geschichte am Europäischen Hochschulinstitut in Florenz inne.
Ther profilierte sich als Experte für die Geschichte von Vertreibung in Europa und provozierte mit seiner Kritik am Bund der Vertriebenen, dessen Politik auch nach Ende des Kalten Krieges nicht auf Aussöhnung bedacht sei. Erika Steinbach schrieb daraufhin Anfang 2008 seinen Göttinger Verlag Vandenhoeck & Ruprecht an, um Ther dort als Autor zur Vertreibungsgeschichte „anzuschwärzen“. Sein Verhältnis zum Bund der Vertriebenen sei zudem gestört. Der Verlag machte dieses Schreiben publik und sprach von einer „dreisten Einmischung“.
Seit dem Wintersemester 2010/11 ist Philipp Ther als Universitätsprofessor für Geschichte Ostmitteleuropas am Institut für Osteuropäische Geschichte der Universität Wien tätig. Von 2014 bis 2018 war er Vorstand des Instituts. Im Jahr 2020 gründete er das Research Center for the History of Transformations (RECET). Das RECET ist ein interdisziplinäres Forschungszentrum an der Universität Wien, das Transformationsprozesse in Mittel- und Osteuropa in globaler Perspektive erforscht und sich dabei auf die Wirtschaft- und Reformgeschichte, sowie auf Migration und soziale Bewegungen spezialisiert.
Im Juli 2022 wurde bekannt, dass eine Findungskommission an der Europa-Universität Viadrina Frankfurt (Oder) den Osteuropa-Historiker als einzigen Kandidaten zur Wahl als neuen Präsidenten der Universität vorschlug. Ende August 2022 wurde publik, dass Philipp Ther als designierter neuer Präsident der Viadrina absagte und weiter an der Universität Wien wirken werde.
Zu Thers Forschungsschwerpunkten zählen die vergleichende Sozial- und Kulturgeschichte im 19. und 20. Jahrhundert in Deutschland und Ostmitteleuropa, insbesondere Nationalismusstudien, Migrationsgeschichte, Stadtgeschichte und die Geschichte des Musiktheaters. Schwerpunkt seiner Forschungsarbeit bildeten vergleichende Analysen der Transformationsgeschichte in Ost- und Mitteleuropa seit den 1980er Jahren. 
Er wohnt mit Frau und Kindern in Wien.

## Auszeichnungen
- 2006: Richard G. Plaschka-Preis der Österreichischen Akademie der Wissenschaften für das Buch Operntheater in Zentraleuropa.
- 2015: Preis der Leipziger Buchmesse in der Rubrik Sachbuch/Essayistik für sein Buch Die neue Ordnung auf dem alten Kontinent.
- 2019: Wittgenstein-Preis für sein Projekt Die Große Transformation. Eine vergleichende Sozialgeschichte globaler Umbrüche, in dem er die Transformation nach dem Ende des Staatssozialismus sowohl aus der Makroperspektive als auch anhand von Fallstudien „von unten“ untersucht.[6]
- 2023: František-Palacký-Medaille der Akademie der Wissenschaften der Tschechischen Republik für seine Verdienste um die Geschichtswissenschaft.[7]

## Schriften (Auswahl)
Als Autor
- Deutsche und polnische Vertriebene. Gesellschaft und Vertriebenenpolitik in der SBZ/DDR und in Polen 1945–1956 (= Kritische Studien zur Geschichtswissenschaft. Bd. 127). Vandenhoeck & Ruprecht, Göttingen 1998, ISBN 3-525-35790-7 (zugleich: Dissertation, Freie Universität Berlin, 1997).
- In der Mitte der Gesellschaft. Operntheater in Zentraleuropa 1815–1914. Oldenbourg, Wien/München 2006, ISBN 3-7029-0541-3.
- 1989 – eine verhandelte Revolution. Version 1.0. In: Docupedia-Zeitgeschichte. 11. Februar 2010.
- Die dunkle Seite der Nationalstaaten. „Ethnische Säuberungen“ im modernen Europa (= Synthesen. Bd. 5). Vandenhoeck & Ruprecht, Göttingen 2011, ISBN 978-3-525-36806-0. Neuauflage: (= Schriftenreihe der Bundeszentrale für politische Bildung. Bd. 1325), Bonn 2013.
- Die neue Ordnung auf dem alten Kontinent. Eine Geschichte des neoliberalen Europa. Suhrkamp, Berlin 2014, ISBN 978-3-518-42461-2 (Adrian Gmelch: Rezension, in: Francia-Recensio, 2015, H. 4).
- Die Außenseiter. Flucht, Flüchtlinge und Integration im modernen Europa, Suhrkamp, Berlin 2017, ISBN 978-3-518-42776-7.
- Das andere Ende der Geschichte. Über die Große Transformation, Suhrkamp, Berlin 2019, ISBN 978-3-518-12744-5.
- mit Ulf Brunnbauer, Piotr Filipkowski, Andrew Hodges, Stefano Petrungaro, Peter Wegenschimmel: In den Stürmen der Transformation. Zwei Werften zwischen Sozialismus und EU, Suhrkamp, Berlin 2022, ISBN 978-3-518-12798-8.

Als Herausgeber
- mit Ana Siljak: Redrawing Nations. Ethnic Cleansing in East-Central Europe 1944–1948. Lanham 2001.
- mit Holm Sundhaussen: Nationalitätenkonflikte im 20. Jahrhundert. Ursachen von inter-ethnischer Gewalt im Vergleich. Wiesbaden 2001.
- mit Kai Struve: Nationen und ihre Grenzen. Identitätenwandel in Oberschlesien in der Neuzeit. Marburg 2002.
- mit Jürgen Danyel: Flucht und Vertreibung in europäischer Perspektive (= Zeitschrift für Geschichtswissenschaft. Jg. 51, H. 1). Metropol, Berlin 2003.
- mit Holm Sundhaussen: Regionale Bewegungen und Regionalismen in europäischen Zwischenräumen seit der Mitte des 19. Jahrhunderts. Herder-Institut, Marburg 2003 (PDF).
- mit Constantin Goschler: Raub und Restitution. Arisierung und Rückerstattung des jüdischen Eigentums in Europa. Frankfurt am Main 2003.
- mit Tomasz Krolik, Lutz Henke: Das polnische Breslau als europäische Metropole. Erinnerung und Geschichtspolitik aus dem Blickwinkel der Oral History. Wrocław 2005.
- mit Martin Dean, Constantin Goschler: Robbery and Restitution. The Conflict over Jewish Property in Europe. Providence 2006.
- mit Georgii Kasianov: A Laboratory of Transnational History. Ukraine and Ukrainian Historiography since 1991. Kiew 2007.
- mit Peter Stachel: Wie europäisch ist die Oper? Die Geschichte des Musiktheaters als Zugang zu einer kulturellen Topographie Europas. Wien 2009.
- mit Sven Oliver Müller, Jutta Toelle, Gesa zur Nieden: Die Oper im Wandel der Gesellschaft. Kulturtransfers und Netzwerke des Musiktheaters im modernen Europa. Wien 2010, ISBN 978-3-486-59236-8.
- Kulturpolitik und Theater. Die kontinentalen Imperien in Europa im Vergleich. Oldenbourg, München / Böhlau, Wien 2012, ISBN 978-3-486-71211-7 (Oldenbourg) / ISBN 978-3-205-78802-7 (Böhlau).